# Ртищівка
Рти́щівка —  село в Україні, у Чкаловській селищній громаді Чугуївського району Харківської області. Населення становить 43 осіб. До 2018 орган місцевого самоврядування — Граківська сільська рада.

## Географія
Село Ртищівка знаходиться на лівому березі річки Гнилиця ІІ, у Старогниличанського водосховища. Вище за течією на відстані  1 км розташоване село Гракове, нижче за течією на відстані 4 км розташоване село Стара Гнилиця.

## Історія
12 червня 2020 року, відповідно до Розпорядження Кабінету Міністрів України № 725-р «Про визначення адміністративних центрів та затвердження територій територіальних громад Харківської області», увійшло до складу Чкаловської селищної громади.
19 липня 2020 року, в результаті адміністративно-територіальної реформи та ліквідації Чугуївського району, село увійшло до складу новоствореного Чугуївського району Харківської області.

## Населення

### Мова
Розподіл населення за рідною мовою за даними перепису 2001 року:
| Мова       | Кількість | Відсоток |
| ---------- | --------- | -------- |
| російська  | 32        | 74.42%   |
| українська | 11        | 25.58%   |
| Усього     | 43        | 100%     |